# Onthophagus praecavatus
Onthophagus praecavatus là một loài bọ cánh cứng trong họ Bọ hung (Scarabaeidae).